# Sắt(II) molybdat
Sắt(II) molybdat là một hợp chất vô cơ có công thức hóa học FeMoO4. Muối màu vàng nhạt này không có khả năng hòa tan được trong nước, là một muối của axit molybdic.

## Điều chế
Sắt(II) molybdat được tạo ra từ phản ứng của sắt(II) chloride hoặc sắt(II) sunfat với natri molybdat.

## Ứng dụng
FeMoO4 đã được sử dụng làm vật liệu tương đối ổn định cho cực dương trong pin Li-ion cho phản ứng chuyển đổi, làm vật liệu anot trong các siêu tụ điện trong dung dịch nước do phản ứng oxy hóa-khử nhanh và làm chất xúc tác cho quá trình oxy hóa trong dung dịch kiềm.

## An toàn
Sắt(II) molybdat là một chất có tính độc hại và có thể gây kích ứng. Nó không nên được phát tán ra môi trường. Nên tránh hít phải bụi.